# Comté de Rutherford (Tennessee)
Pour les articles homonymes, voir Comté de Rutherford.
Le comté de Rutherford est un comté de l'État du Tennessee, aux États-Unis.